# 国分利人
國分 利人（こくぶん としひと、1968年5月21日 - ）は、日本の空手家。千葉県千葉市出身。株式会社強者代表取締役。フィットネスクラブ専門空手道教室を日本で初めて事業化し起業。

## 略歴
習志野市立習志野高等学校入学と共に空手道部入部。石川忠に指導を受け拓殖大学に進学。津山克典に師事。ナショナルチーム入りし数々の大会で優勝。

## 戦績
- 1994年
  - 全日本選手権優勝
  - 広島アジア大会優勝
- 1996年　
  - 全日本選手権優勝
- 1997年　
  - ワールドゲームス優勝
  - 全国大会優勝(JKA)
- 1998年
  - 松涛杯優勝(JKA)
- 2000年
  - 全国大会優勝(JKA)
  - 松涛杯争優勝(JKA)
- 2003年
  - 東日本実業団組手優勝

## 主な役職
- WASグループ代表
- 株式会社強者代表取締役
- 有限会社I-SUPPORT代表
- 日本空手道振興団理事長